# Sent Orenç
Sent Orenç (en francès i oficial Saint-Orens-de-Gameville) és un municipi francès del departament de l'Alta Garona (part de l'antiga província de Llenguadoc) a la regió d'Occitània, situat a 10 km al nord de Tolosa. En el cens de 1999 tenia 10.991 habitants en un territori de 13,06 km².
Històricament i culturalment, el poble es troba al Lauragais, l'antiga "Terra de l'Abundància", lligada tant a la cultura del pastel com a l'abundància de produccions, i "granera del Llenguadoc". Exposat a un clima oceànic alterat, és drenat pel Marcaissonne, el Saune i diversos altres petits rius. La ciutat té un patrimoni natural notable: una àrea protegida (els "prats de jacints humits de Roma a les localitats de Saint-Orens-de-Gameville i Quint-Fonsegrives") i un espai natural d'interès ecològic, faunístic i florístic. Saint-Orens-de-Gameville és una comuna urbana amb 12.696 habitants l'any 2019, després d'haver experimentat un fort augment de la població des de 1962. Es troba a la conurbació de Tolosa de Llenguadoc i forma part de la zona d'atracció de Tolosa. Els seus habitants s'anomenen Saint-Orennais o Saint-Orennaises. El patrimoni arquitectònic de la vila inclou un edifici protegit com a monument històric: una creu, inscrita l'any 1965.